# 財政規律
財政規律（ざいせいきりつ）とは、財政がその目的とする機能である「資源配分機能」と「所得再分配機能」と「経済の安定化機能」の三つをしっかりと持続的に果たしている状態（健全財政）を主権者である国民のために形成し維持するための規律である。財政規律の根本原則は日本国憲法第7章にて規定されている。

## 財政規律の根本原則の内容（日本国憲法上の規定）
財政規律の根本原則は日本国憲法の第7章「財政」に次のとおり、規定している。
第八十三条　国の財政を処理する権限は、国会の議決に基いて、これを行使しなければならない。
第八十四条　あらたに租税を課し、又は現行の租税を変更するには、法律又は法律の定める条件によることを必要とする。
第八十五条　国費を支出し、又は国が債務を負担するには、国会の議決に基くことを必要とする。
第八十六条　内閣は、毎会計年度の予算を作成し、国会に提出して、その審議を受け議決を経なければならない。
第八十七条　予見し難い予算の不足に充てるため、国会の議決に基いて予備費を設け、内閣の責任でこれを支出することができる。
②　すべて予備費の支出については、内閣は、事後に国会の承諾を得なければならない。
第八十八条　すべて皇室財産は、国に属する。すべて皇室の費用は、予算に計上して国会の議決を経なければならない。
第八十九条　公金その他の公の財産は、宗教上の組織若しくは団体の使用、便益若しくは維持のため、又は公の支配に属しない慈善、教育若しくは博愛の事業に対し、これを支出し、又はその利用に供してはならない。
第九十条　国の収入支出の決算は、すべて毎年会計検査院がこれを検査し、内閣は、次の年度に、その検査報告とともに、これを国会に提出しなければならない。
②　会計検査院の組織及び権限は、法律でこれを定める。
第九十一条　内閣は、国会及び国民に対し、定期に、少くとも毎年一回、国の財政状況について報告しなければならない。

## 財政規律の具体的説明[1]
（１）財政立憲主義（憲法第83条）
財政に関する国の活動が、国会の議決に基づいてなされるべきであるとする財政立憲主義ないし財政国会中心主義の原則を定める。本条の規定は、 憲法下における財政処理の基本原則を定めるものであって、これ以下の規定を包括する本章の総則的規定としての位置を占める。
（２）租税法律主義（憲法第84条）
本条は、租税の新設及び変更は、法律の形式によって国会の議決を必要とする、いわゆる租税法律主義の原則を定めている。この原則は、憲法 30 条で、国 民の側からも規定されており、歴史的には、近代諸憲法の「代表なければ課税 なし」の思想に基づくものである。
（３）国費の支出及び国庫債務負担行為の議決（憲法第85条）
本条は、83条に定められた財政民主主義、財政国会中心主義の原則を、支出面から具体化したものである。 国費の支出とは、財政法上「国の各般の需要を充たすための現金の支払」（2 条 1 項）を意味する。支払原因が法律の規定に基づくものであれ、それ以外の ものであれ、いずれも国費の支出と見なされる。国費の支出に対する国会の議 決は、予算の形式でなされる。 国費の支出に対する国会の議決は、使途内容の確定した支出についてなされるべきものである。
（４）予算の作成（憲法第86条）
国の財政に対する国会の監督は、憲法上予算という形式によってなされることになっている。 憲法は、予算の作成・提出権を内閣に専属させ（73 条 5 号）、国会の議決に当たっては、先に衆議院に提出するものとし、かつ衆議院の議決の優越が認められている。
（５）公の財産の用途制限（憲法第89条）
本条は、前段で、宗教上の組織・団体に国が財政的援助を行わないことによ って憲法20条で定められた政教分離原則を財政面から裏付けるとともに、後段で「公の支配」に属しない教育や福祉事業に対しても、国の財政的援助を行わ ないことを定めたものである。
（６）会計検査（憲法第90条）
決算とは、一会計年度における国の収入支出の実績を示す確定的計数書であ る。決算は、予算と異なり法規範性を有しない。 決算の制度は、予算によって立てられた歳入歳出の予定準則が、現実の収支 として適正に行われたかどうかを検討し、それによって予算執行者である内閣 の責任を明らかにすると同時に、将来の財政計画や予算編成に資するために設けられたものである。
（７）財政状況の報告（憲法第91条）
本条は、財政状況公開の原則を定めている。財政法は、内閣の報告義務について、「内閣は、予算が成立したときは、直ちに予算、前前年度の歳入歳出決算 並びに公債、借入金及び国有財産の現在高その他財政に関する一般の事項について、印刷物、講演その他適当な方法で国民に報告しなければならない」（財政法46条 1 項）と具体化している。

## 財政規律に違反した事例

### （１）骨太方針への1000億円隠しキャップ継続設定事件
骨太方針2015に判りにくい表現で財務省が埋め込んだ「社会福祉予算以外の一般歳出予算の3年間の増分の上限が1000億円」は、安倍内閣から岸田内閣まで気付かないままでいた。　すなわち、５ページも離れたページにある下記の２つの文章を組み合わせないと気付かないようにする細工と、骨太方針2015を後続の各骨太方針でも継続的に引き継いでいる事も判りにくくするという偽計を用いて、「社会福祉予算以外の一般歳出予算の3年間の増分の上限（キャップ）が1000億円＝（1.6兆円ー1.5兆円）」とされていることに、内閣のどの大臣も認識できない状態を実現して、内閣および与党国会議員の業務をやりにくくしていた。　
【骨太方針2015での問題の記述】
- 骨太方針2015の第30ページには、次の記述がある。「安倍内閣のこれまで３年間の経済再生や改革の成果と合わせ、社会保障関係費の実質的な増加が高齢化による増加分に相当する伸び（1.5 兆円程度）となっていること、経済・物価動向等を踏まえ、その基調を2018 年度（平成30年度）まで継続していくことを目安とし、効率化、予防等や制度改革に取り組む。この点も含め、2020 年度（平成 32年度）に向けて、社会保障関係費の伸びを、高齢化による増加分と消費税率引上げとあわせ行う充実等に相当する水準におさめることを目指す。」

- 骨太方針2015の第25ページの脚注には次の記述がある。「国の一般歳出の水準の目安については、安倍内閣のこれまでの３年間の取組では一般歳出の総額の実質的な増加が 1.6兆円程度となっていること、経済・物価動向等を踏まえ、その基調を 2018年度（平成 30年度）まで継続させていくこととする。地方の歳出水準については、国の一般歳出の取組と基調を合わせつつ、交付団体をはじめ地方の安定的な財政運営に必要となる一般財源の総額について、2018年度（平成30年度）までにおいて、2015年度地方財政計画の水準を下回らないよう実質的に同水準を確保する。」

【骨太方針２０２２まで骨太方針２０１５の上記1000億円隠しキャップを継承させている仕組み】
- 骨太方針2022の第36ページに「令和５年度予算において、本方針及び骨太方針 2021 に基づき、経済・財政一体改革 を着実に推進する。 」との文言を設定。

- 骨太方針2021の第37ページに「2022 年度から 2024 年度までの３年間について、これまでと同様の歳出改革努力を継続する」との文言を設定し、このページの脚注153にて「これまで」とは、「2019年度から2021年度までの３年間の基盤強化期間」であると定義した。

- 骨太方針2019の第75ページに「令和２年度予算は、骨太方針 2018 及び本方針に基づき、経済・財政一体改革を着 実に推進するとともに、引き続き、新経済・財政再生計画で定める目安に沿った予算編成を行う。 」との文言を設定。

- 骨太方針2018の第52ページに「基盤強化期間内に編成される予算については、以下の目安に沿った予算編成を行う。」としたうえで脚注175にて「これまで３年間と同様の歳出改革努力を継続する。 」との文言を設定して、骨太方針2015の第30ページと第25ページの記述につないだ。

### （２）政調会長25兆円了承との首相への嘘報告事件
2022年10月26日に、自民党の政調全体会議において補正予算の規模などを討議していた最中に、財務省（午後2時39分、鈴木俊一財務相、財務省の茶谷栄治事務次官、新川浩嗣主計局長。）が岸田首相を訪問して、岸田首相に対して「経済対策の規模は一般歳出で25.1兆円。与党とも合意がとれている」との嘘の報告をするという偽計を用いて、岸田首相を騙して補正予算規模を縮小しようとした。しかし、２０２２年10月26日の自民党の政調全体会議の最中に、岸田首相が萩生田政調会長に対して電話をして、「（経済対策について）財務省が与党と一致したと報告しに来たけど、政調会長は知っているの？」と状況を確認した。萩生田政調会長は、「まだ中身を議論しているのに、規模が決まるわけがない。」と岸田首相に返答した。　財務省の行為は、自民党の政調全体会議に出席して審議している国会議員の業務と内閣の業務に対する妨害行為にもなっている。

## 財政規律に関する見解の事例
（１）「また、公債に依存する緩い財政規律のもとでは、政府⽀出の中⾝が中⻑期的な経済成⻑や将来世代の受益に資するかのチェックが⽢くなりやすい。」として、財政の基本機能の発揮の度合いおよび日本国憲法第7章の規定を度外視して、公債に依存するかどうかだけの観点で財政規律を把握しているものがある。
（２）「基礎的財政収支（プライマリー・バランス、利払費を除く財政収支） 
税収等で、「政策的経費」のどの程度を賄えているかを示す指標で、利払費を除く分、財政収支よりも財政規律的には緩い概念。」として、プライマリー・バランスと財政収支の２つは、財政規律を表現する概念であると説明して、財政の基本機能の発揮の度合いおよび日本国憲法第7章の規定を度外視して、財政規律を把握しているものがある。
（３）（財政規律とは、）歳出は歳入の範囲内で行うべきとする「財政均衡主義」に立脚した概念である。財政均衡主義とは、財政運営に際して第一義的に財政均衡を優先すべしとする思想である。すなわち、それは財政運営に堅固な鉄枠をはめることである。しかし、財政均衡主義が柔軟な財政運営に比べて優れていることは論理的に証明されていない。それは伝統的な商売上の戒めや商慣習および個人の道徳観の延長として、すなわち「個人の家計と政府の財政を同一視する」という誤解に基づいて世間に普及した思想にすぎない。そもそも財政均衡主義に論理的な根拠など無いのである。
（４）「だから、我々が論ずべきなのは「財政規律が必要かどうか」という愚問ではなく、「適切な財政規律とは何か？」、逆に言うなら、「つまり、その財政規律は、厳しすぎるのか、緩すぎるのか？」という一点なのです。ですから、「我が国の今の財政規律」は「適切なのか否か？」、もしも適切でないとすると、「緩すぎるのか厳しすぎるのか？」――当然ながら、こういう疑問が当たり前に成立するはず。では、わが国の財政規律とは一体何かと言えば、「2020年に、プライマリー・バランスを黒字化する」というもの。
http://www5.cao.go.jp/keizai-shimon/kaigi/cabinet/2013/2013_chukizaisei.pdf
プライマリー・バランスとは、日本語では「基礎的財政収支」と呼ばれるもので、しばしば「PB」とも表記されますが、これは要するに政府の収入と支出（国債費を除く）の差。」
（５）財政規律の定義を、「財政運営の健全性を保つため、歳出と歳入の均衡を図ること。日本は財政法で「国の歳出は、公債又は借入金以外の歳入を以て、その財源としなければならない」としており、歳入不足を補う赤字国債を発行するには特例法による裏付けが必要だ。財政の健全性を示す指標として基礎的財政収支（PB）がある。年間に得られる税収や税外収入といった歳入から、債務償還費や利払費を除く歳出を差し引いて計算する。黒字なら政策の経費を借金せずに賄える。」としているものがある。これは、個人の家計と政府の財政を同一視する財政均衡主義に基づいた財政規律の定義となっている。